# Órdenes clásicos

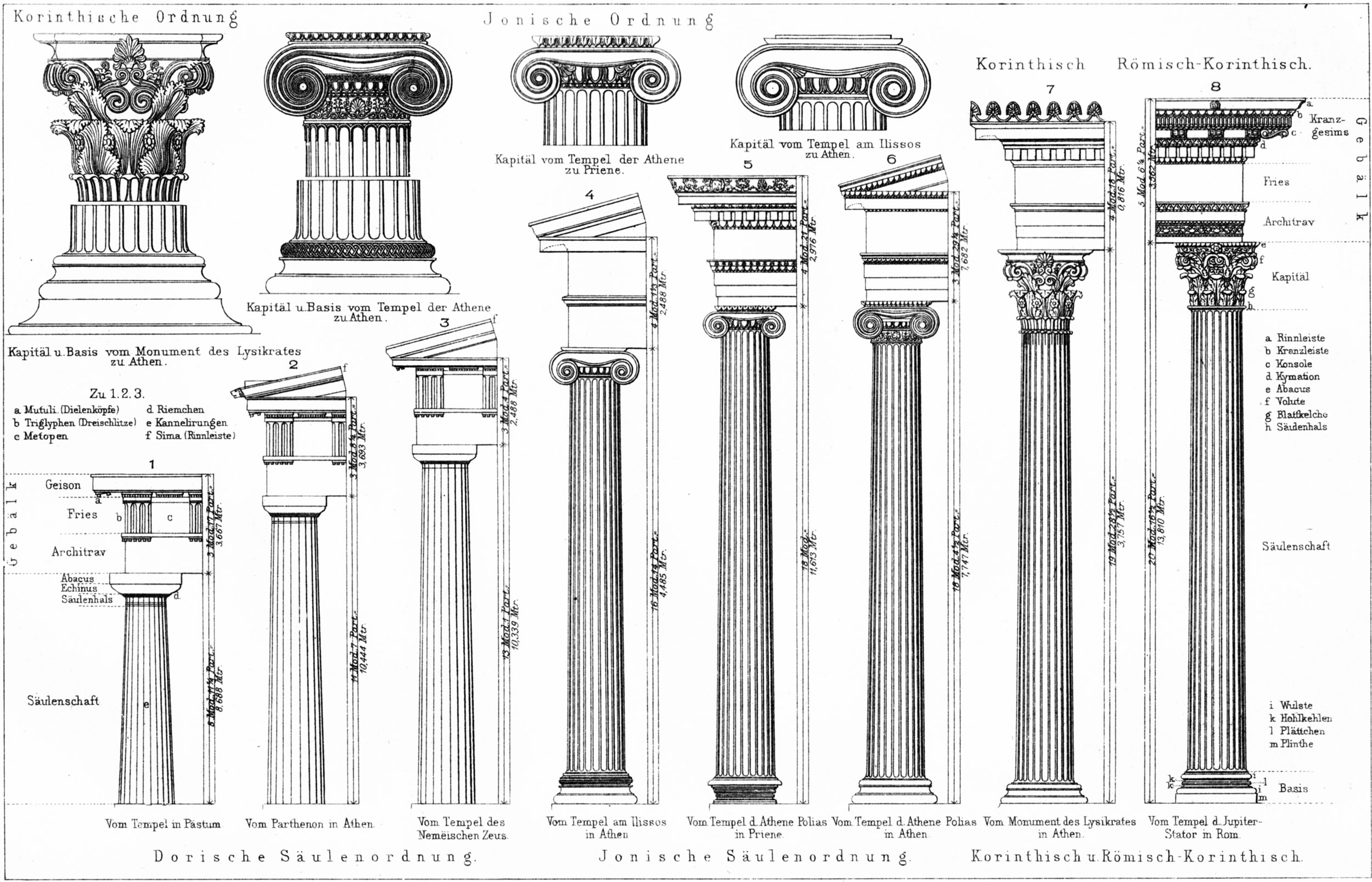
Órdenes clásicos.

Los órdenes clásicos son estilos arquitectónicos canónicos con los que, en la arquitectura griega y romana clásica, se intentaba obtener edificios de proporciones armoniosas en todas sus partes.
Un orden arquitectónico, en el contexto de la arquitectura clásica, es un sistema arquitectónico que afecta el proyecto de un edificio dotándolo de características propias y asociándolo a un determinado lenguaje, y a un determinado estilo histórico. Comprende el conjunto de elementos previamente definidos y conjuntados que, relacionándose entre sí y con el todo de una manera coherente según los preceptos clásicos de belleza. Los distintos órdenes arquitectónicos se crearon en la Antigüedad clásica, aunque a veces se han alterado en ciertos períodos, como el del Renacimiento.
El orden arquitectónico surge de la necesidad de fijar una relación entre cada una de las partes del edificio, consiguiendo definir un patrón estético que reproduzca el ideal de belleza del periodo histórico de qué se trate. En la arquitectura griega clásica el orden fijaba la relación entre el elemento que sustenta (la columna) y el sustentado (dintel).
Para la mayoría de la gente, el elemento más reconocible, el que diferencia un orden de los demás es el capitel, en el que no se sigue ningún patrón de trazado geométrico, sino que su composición era diseñada libremente.

## Historia
Estas normas de composición fueron desarrolladas en Grecia y alcanzaron la madurez en el período clásico a partir del siglo V a. C. dando lugar a la creación de tres órdenes: el dórico, el jónico y el corintio (considerado por algunos autores una variación del jónico). A partir del siglo I a. C. fueron reutilizadas y adaptadas en el Imperio romano, dando lugar a otros dos órdenes: el toscano (versión simplificada del dórico) y el compuesto (combinación entre jónico y corintio).
El manual de Vitruvio De Architectura, escrito en el siglo I a. C., fue el único legado escrito sobre la arquitectura de la Antigüedad que sobrevivió al paso del tiempo. Se redescubrió en el siglo XV, y acabó por convertirse en un manual imprescindible en el campo de la arquitectura y de los órdenes clásicos en particular.
En 1562, Jacopo Barozzi da Vignola publicó el tratado Regola delli cinque ordini d'architettura en que se enumeran y definen los cinco órdenes arquitectónicos, presenta un estudio y una sistematización, definiendo sus proporciones de composición a partir de un módulo y estableciendo los trazados geométricos a utilizar por los arquitectos en el futuro.

## Grecia y Roma

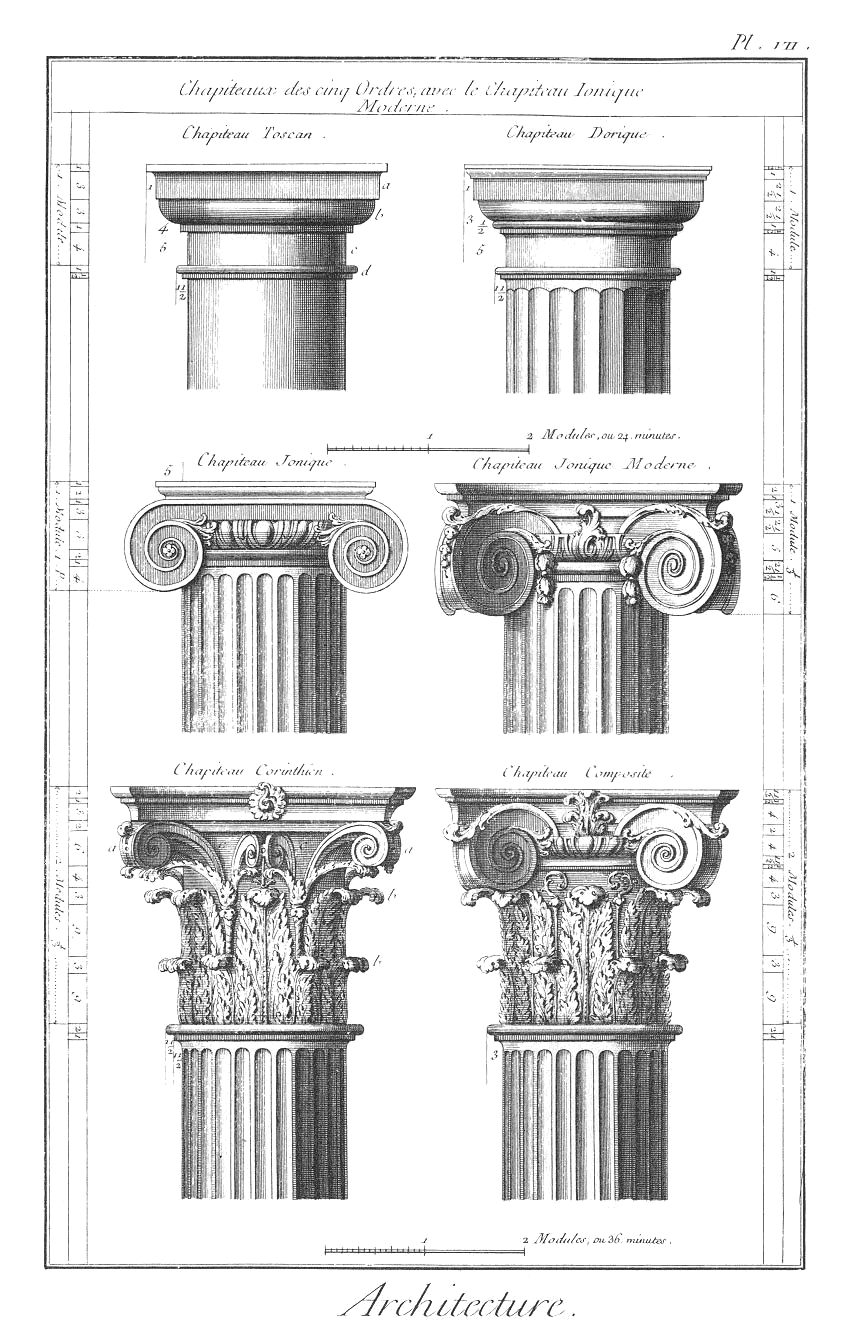
Órdenes clásicos grecorromanos, en l'Encyclopédie, vol. 18. Denis Diderot.

Se reconocen y distinguen los diversos órdenes fundamentalmente por la forma de la columna, y más en concreto por la de su capitel. Los griegos sólo utilizaron tres órdenes: dórico, jónico y corintio. Los romanos asumieron los órdenes griegos y los transformaron, realizando su propia versión, a la vez que añadían dos más: toscano y compuesto. Aunque tienen el mismo nombre, los tres órdenes griegos son diferentes de los romanos,especialmente el estilo dórico.

## La columna
El elemento constructivo más representativo es la columna. Se divide en tres partes: basa, fuste y capitel. En el orden dórico griego, la columna no tienen base. En los edificios clásicos las columnas soportan la estructura horizontal que se denomina entablamento, que normalmente se compone de tres partes superpuestas: arquitrabe, friso y cornisa. A veces el conjunto se erige sobre un podium o pedestal: el estilóbato.

## Dimensiones
El diseño de los edificios clásicos es rigurosamente modular, guardándose estrictas proporciones basadas en una unidad de medida, o «módulo», propio de cada uno de ellos, que se corresponde con el radio del fuste en su base. De esta forma, si se dice que una columna tiene una altura de doce módulos es que es igual a doce veces el radio inferior del fuste.
En cada orden, cada parte del edificio tiene invariablemente un número fijo y predeterminado de módulos. En el siglo XVI, el italiano Jacopo Vignola estudió y sistematizó los órdenes clásicos, estableciendo sus cánones modulares y definiendo detalladamente sus medidas y sistemas geométricos de trazado para uso de sus contemporáneos. Todo esto quedó recogido a su tratado Regola delli cinque ordini d'architettura.

## Utilización
Los órdenes toscano y dórico son los más simples y se empleaban en exteriores, especialmente en los templos dedicados a los dioses masculinos. Los estilos jónico, corintio y compuesto se empleaban tanto en el interior como al exterior de los templos dedicados a deidades femeninas.
Cuando se superponían varios órdenes, se organizaban de más simple a más complejo, situando siempre los más sencillos en las zonas inferiores de la edificación.

## Órdenes clásicos

Los tres órdenes clásicos
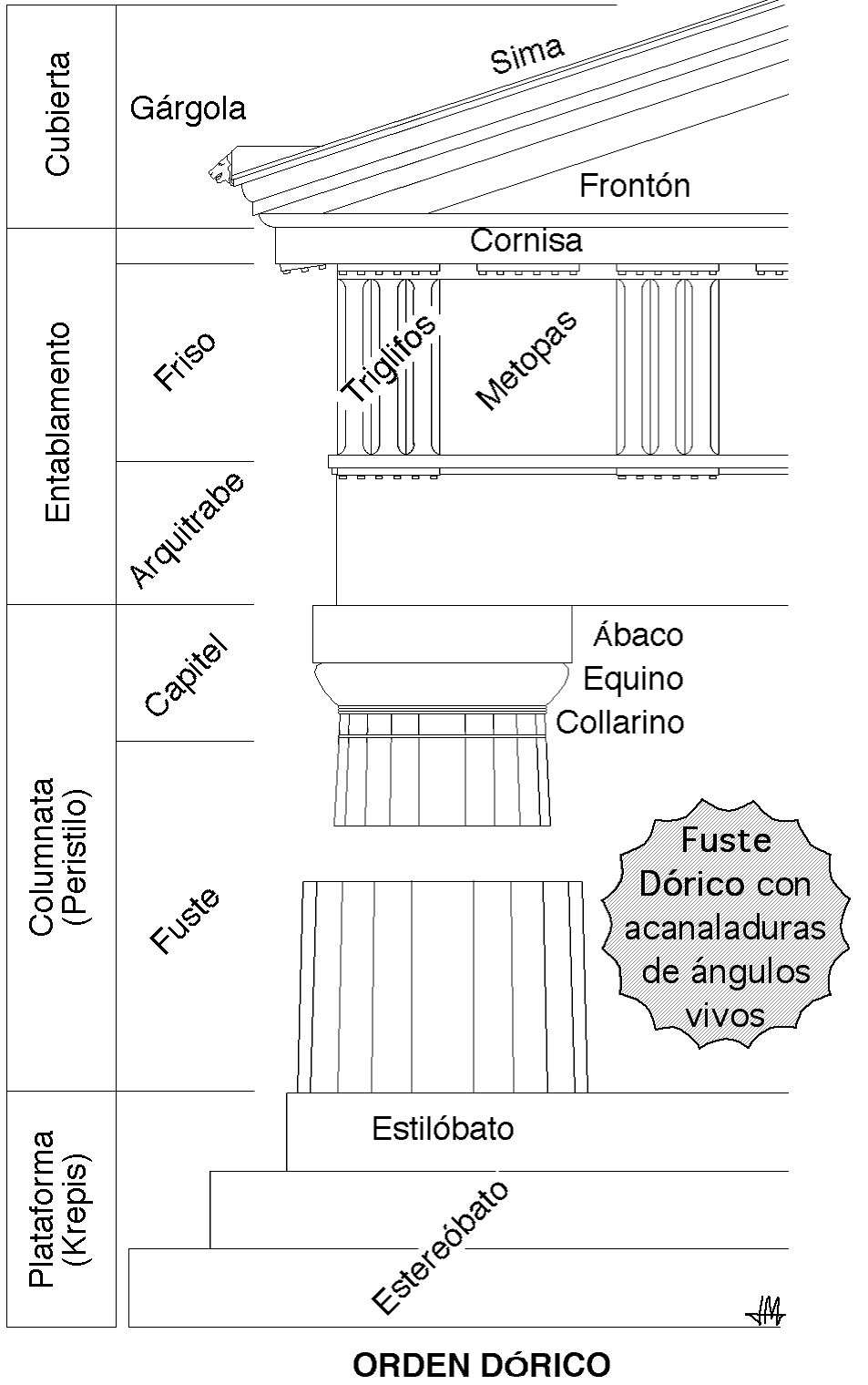
Orden dórico
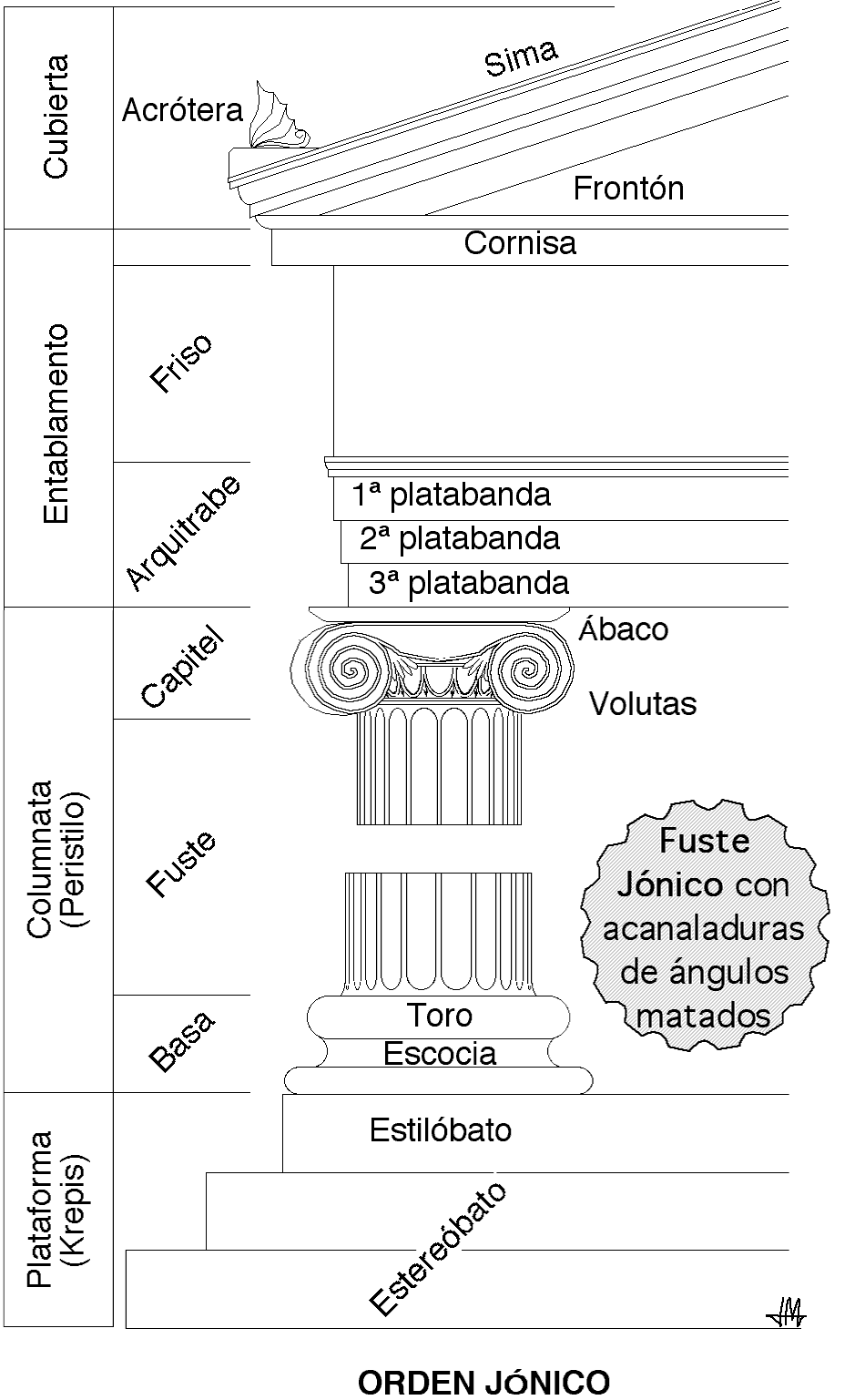
Orden jónico
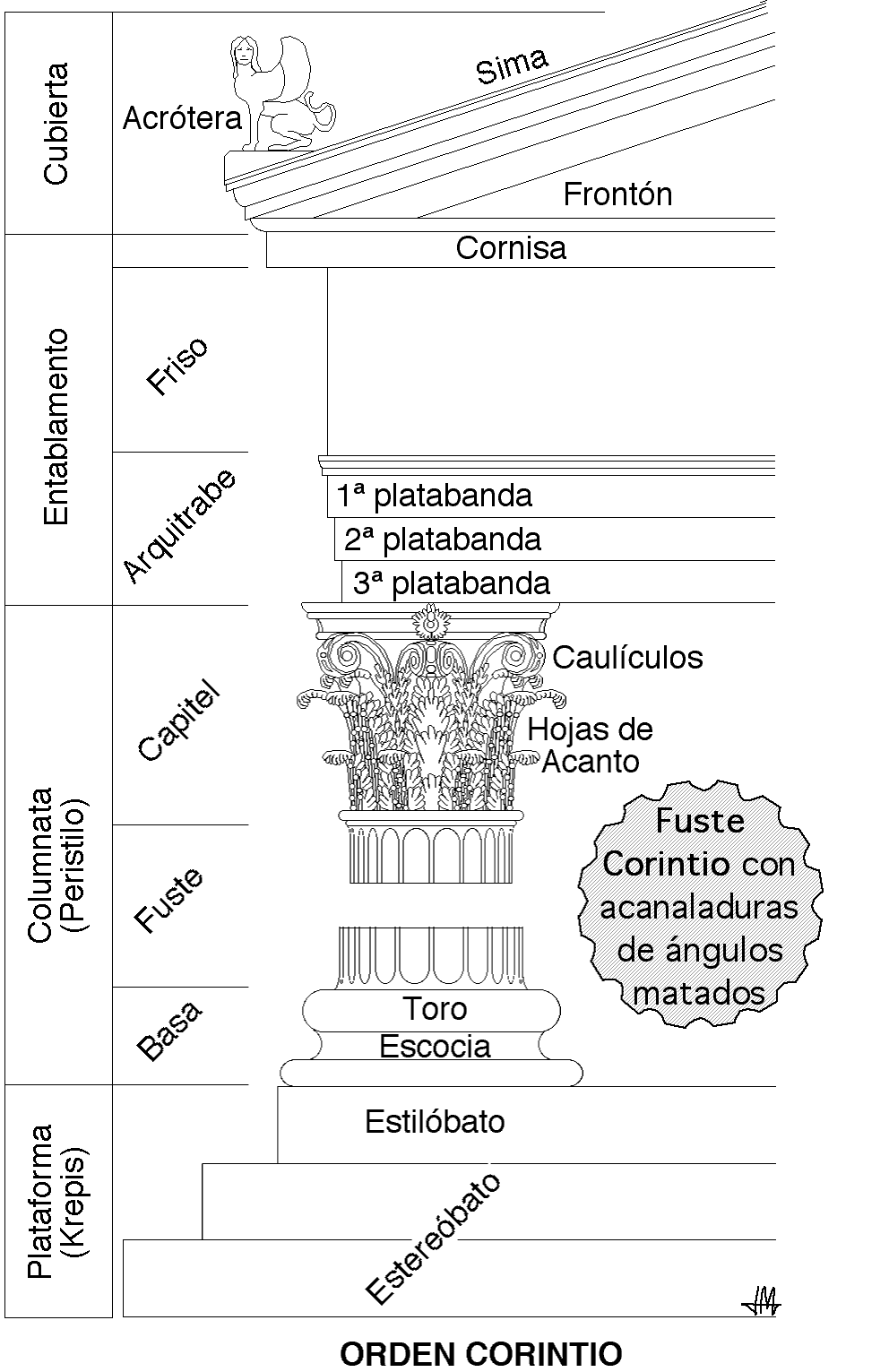
Orden corintio